# Famille de Lagrevol
La famille de Lagrevol, est une famille subsistante de l'ancienne bourgeoisie française ; elle serait originaire des Cévennes et est implantée dans le Vivarais et le Velay. Cette famille compte parmi ses membres des consuls, des maires et des députés, principalement dans la région du Velay.

## Histoire
La famille de Lagrevol est originaire de Bourg-Argental dans le département de la Loire où nous trouvons des porteurs du nom dès la fin du XIIIe siècle : Arnaud, Jean et Étienne de Lagrévol sont cités en 1276 ; Georges de Lagrévole, de Bourg-Argental figure dans une reconnaissance du 21 mars 1385.  On trouve mention à Anduze (Gard) de la première mention du nom dans sa forme latine, Pierre de Agrifolio en 1042. 
Selon d'autres sources, la famille de Lagrévol est originaire des monts Cévenols (on trouve des porteurs du nom au XI° siècle). Le dernier des descendants de cette branche est Christophe de Lagrevol, chanoine de Nîmes et oncle de Vidal de Lagrevol (1545, acte de procuration pour la chapellenie de saint Anne de Raucoules). Elle se serait implantée en Haut Vivarais et Velay au XIIIe siècle pour mettre en place la justice royale (Guillaume de Lagrevol mentionné en 1312 comme bailli du Velay) et domestiquer les justices féodales. 
Cette famille de juristes de génération en génération a fait reconnaitre sa noblesse par lettre patente le 6 février 1714 par une de ses branches éteinte aujourd'hui.
La filiation directe de sa branche subsistante du Vivarais est connue à partir du XVe siècle avec Guillaume de Lagrevol (prénom venant de ses origines Anduzienne) père de Vidal de Lagrévol, lieutenant du roi au bailliage de Montfaucon Département de la (Haute-Loire), qui fut le premier bailliage royale de Haute Loire. Né vers 1440 et mort le 22 mars 1506, il épousa Isabelle Chapelle dont il eut un garçon et une fille.
Du XIVe siècle au XVIIe siècle, la famille est présente dans le Velay au bailliage de  Montfaucon avec plusieurs lieutenants du roi, des procureurs et des consuls et des avocats.
Plusieurs branches peuvent être identifiées: 

### Branche du Gard (éteinte au XVI° siècle)
Les derniers survivants de cette branche sont François de Lagrevol, prêtre de Calvisson et gardien de la chapelle Saint Jean Baptiste et Christophe de Lagrevol (1503-1547), chanoine vestiaire de Nîmes et à ce titre prieur de Calvisson. Il donne procuration à son parent pour la fondation d’une chapelle à Raucoules (Haute-Loire) dédiée à Sainte Anne.

### Branche du Haut Vivarais (éteinte au XV° siècle)
Selon le Cartulaire de Saint Sauveur en Rue, cette branche est possessionnée dans le Haut Vivarais ou Forez viennois prés de Bourg Argental : fief noble de Saint Maurice. Elle reste possédante dans le Forez viennois jusqu’en  1422. Elle exerce des fonctions de notaire royal et autres fonctions juridiques pour le comte du Forez, notamment par Georges de Lagrevol en 1385. 

### Branche du Haut-Velay (subsistante)
Cette branche implantée à compter de 1300, dans le Velay, à Raucoules, puis à compter du XV° siècle Montfaucon. De là, plusieurs sous branches. 
Une branche (éteinte aujourd'hui) est confirmée noble par lettre patente et déclaration du roi du 6 février 1714  et 17 juillet 1717  et est représentée au titre de la noblesse dans la réunion des Etats généraux du Velay en 1789.
Une autre branche (celle subsistante) de Montfaucon a dérogé.  

## Onomastique
Le nom proviendrait du bas latin « acrifolus » (du latin acus : aigre et folium feuille) et de l'ancien français agrefolle, agrefeul (aigre feuille, feuille piquante) sont les anciens noms du houx, d'où le blason et le devise de la famille.  
Ce nom se fixe au 13e siècle et il est transcrit sous deux formes au 15e siècle : de la Grevol (branche du Gard) et de Lagrevol (branche du Vivarais et du Velay). Plus avant en langue d’oc dans les actes juridiques il apparait sous les formes  « d’agrefolha » (1134), « de grevolha » (1157) et « de grefolh » (1215).  
La transcription latine de ce nom dans les actes juridiques est : « de agrifolio ».

## Alliances
Principales alliances par mariages sous l'Ancien régime. 
D’Allez (1669), Aymar du Dauphiné (1543), de Bannes de Montregard (1726 ), Besson de la Rochette (1630), Blachette (1619), du Boys (1758), de Brossier (1579), Chabanacy (1676), de Chambarlhac (1745), Chappat d’Alard (1611), Chapelle (1479), Chapuis (1670), Charreyre , de Chazeau de Montjuvin (1646), Chomet de Varagnes (1563 et 1680), Cleyssac (1543), Collomb (1639), Coste (1708), de la Borie (1635), Duchon (1695), Dumas (1687), de la Fayolle (1707), Fontfreyde (1573), Freycenon (1610), Gibert de Chazote (1718), Granouillet de la Rive (1745), Guironnet (1755), de Jourda (1787), Jullien (1685), de Jacquemond (1679), Joubert (1662), de Paulhac (1570), de la Pierre de saint Hilaire (1507), Layes (1698), de Lacour (1673), Lemore (1643), de l’Hermuzières (1676), de Lestang (1510), de Morgues (1660), Paradis (1703), des Olmes ou de Solmes (1606), Panaye (1610), Pradier d’Agrain (1759), Ravaisse (1659), Roche (1673), de Rostaing (1683), des Roys (1509), de Solas de Marnhac (1680), Solier (1625), de Solmes de Verac (1606), Valenson (1609), de Veyrac (1683)

## Personnalités
- Pierre de Lagrevol (1580 - 1633), conseiller du roi, premier consul de Montfaucon et député de la ville de Montfaucon aux États du Velay de 1617[7].  Il défend et fait voter par les Etats du Velay la répartition à égalité des voix du Tiers état, de la noblesse et du clergé. Les Etats du Languedoc la refuse.
- Louis de Lagrevol (1587 - 1667), curé de Montfaucon, il accueille dans la maison des Lagrevol à Montfaucon en 1640 saint Jean-François Régis lors de la peste.
- Jean-Baptiste de Lagrevol (1760-1793), premier député de la Haute-Loire de la première Assemblée législative, ami de Condorcet et de Brissot assassiné par son concurrent jacobin sous la Terreur en 1793 Solon Raynaud.  Il défend la mise en place d’un état civil distinct des registres paroissiaux et participe activement en aout 1792 à la première loi sur le divorce.
- Antoine de Lagrevol (1761-1825), maire d'Yssingeaux[7] de 1800 à 1814. Avocat, il sauva de la mort les compagnons de Jehu (Alexandre Dumas s'inspira de cette histoire pour son roman Les Compagnons de Jéhu, 1857)
- Jules dit le terrible (1797-1866), officier des gardes d’honneur de l’empereur Napoléon 1°, puis des gardes du corps du Roi Louis XVIII. Il fera les campagnes de France et de Leipzig, puis les cents jours comme garde du corps du roi.
- Jean-Antoine-Hippolyte de Lagrevol (1792-1839), avocat, conseiller à la Cour de Cassation (1878-1893), chevalier de la Légion d'Honneur[7]
- Joseph de Lagrevol (1825 - 1893), avocat, conseiller général, il s'oppose au Second Empire et aux royalistes en Haute-Loire.
- Alexandre Pierre de Lagrevol (1820-1897), avocat, républicain, député à la Constituante sous la Révolution de 1848 pour la Haute-Loire de 1848 à 1849, conseiller à la Cour de cassation (1878-1893), membre de l'Académie des sciences, belles-lettres et arts de Lyon. Membre fondateur de la Société de topographie historique de Lyon, membre de la Société historique, archéologique et littéraire de Lyon
- Marcel de Lagrevol (1850 - 1940), romancier, parent du peintre Lucien Simon.
- Jean-Baptiste de Lagrevol (1847-1905), maire de Saint-Just-Malmont[7]
- Antoine de Lagrevol (1864-1933), avocat, lauréat de la Faculté de droit, maire d'Yssingeaux de 1900 à 1929, conseiller général, chevalier de la Légion d'honneur. Il démissionna de ses fonctions de maire pour protester de la façon dont les inventaires furent faits à Montregard, provoquant la mort d'un homme, et fut aussitôt réélu.
- Henri de Lagrevol (1905-1980), jésuite en 1924, directeur de la revue "Jésuites missionnaires" (1938-1939), professeur d'humanités à Lyon (1944-1962), puis à Jamhour au Liban (1962-1980), inhumé au Liban.
- Régis de Lagrevol (1897 - 1981) avocat, magistrat, élu d'Yssingeaux et historien de la Haute-Loire, chevalier de la légion d'honneur.
- Régis de Lagrevol, fils du précédent, créa et mit en place le premier marché boursier de Lyon.
- Antoine de Lagrevol (1924-2012), magistrat, vice-président au Tribunal de Grande Instance de Créteil[9]

## Sources
1. 1 2  Jourda de Vaux, Nobiliaire du Velay et de l'ancien diocèse du Puy, t. III, p. 169
2. 1 2  Marc Gauer, Histoire et généalogie de la famille de Lagrevol, Les cahiers Ardéchois,, 2016 (lire en ligne), p. 3
3. ↑  Société archéologique de Montpellier, Cartulaire des abbayes d'Aniane et Gellone, Montpellier, impr. Jean Martel ainé, 1898, 656 p.
4. ↑  Archives Départementales du Gard, Fonds Yves Chassin du Guerny
5. ↑  Albert Boudon-Lasherme, La sénéchaussée présidial du Puy, Valence, Legrand, 1908
6. ↑  Comte de Charpin-Feugerolles et M.C Guigné, Cartulaire du prieuré de Saint Sauveur en Rue, Lyon, Imp. Louis Perrin, 1881, p. 147 et 340
7. 1 2 3 4 5  Marc Gauer, Histoire et généalogie de la famille de Lagrevol, Les cahiers Ardéchois,, 2016 (lire en ligne), p. 3.
8. ↑  Jean-Louis Beaucarnot, Comment retrouver vos origines, Le Livre de Poche, 1982, 296 p. (ISBN 9791037602558, lire en ligne)
9. ↑  « https://www.legifrance.gouv.fr/jorf/id/JORFTEXT000000161089/ », sur www.legifrance.gouv.fr (consulté le 28 septembre 2020)